# Iris pseudacorus

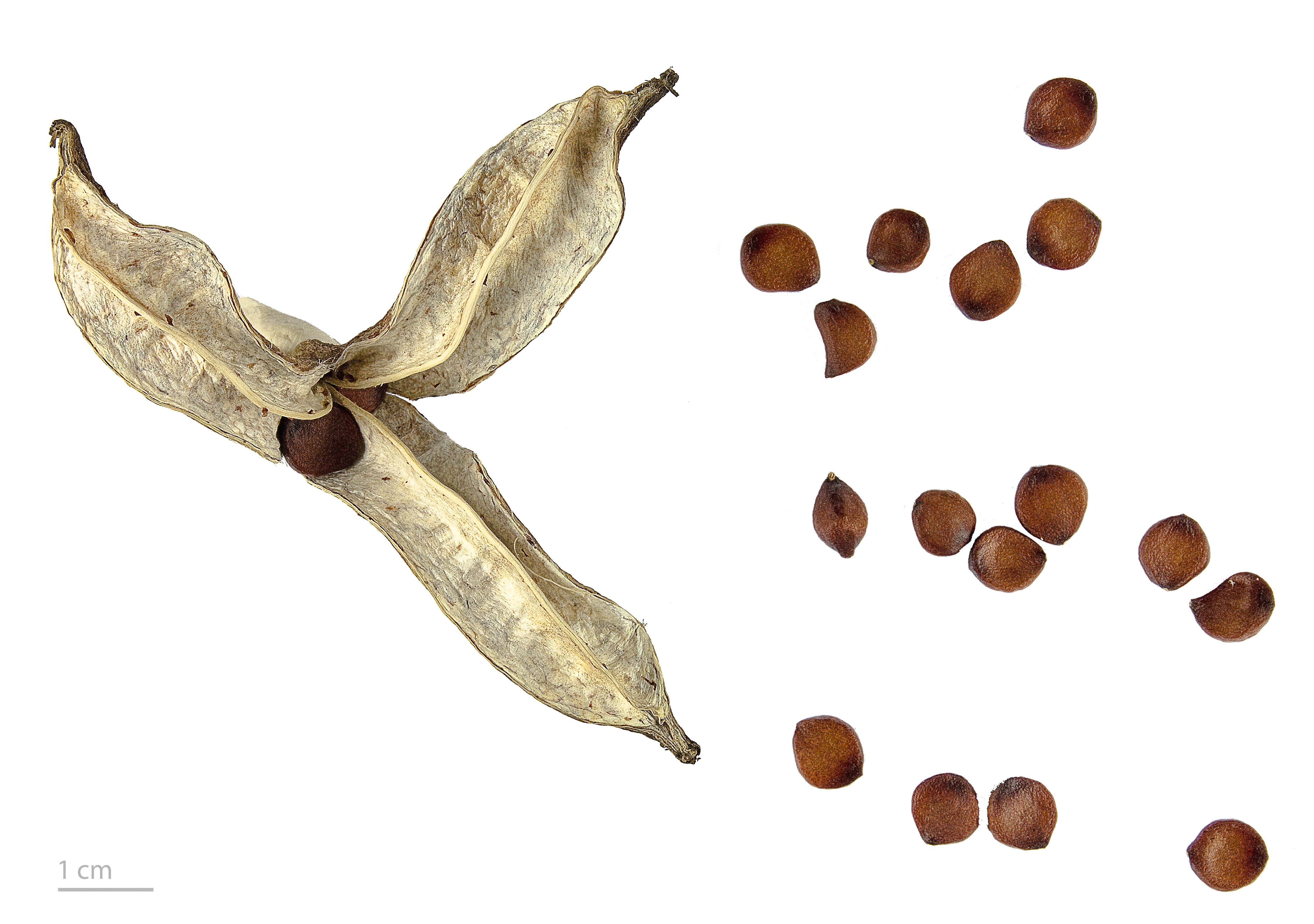
Iris pseudacorus

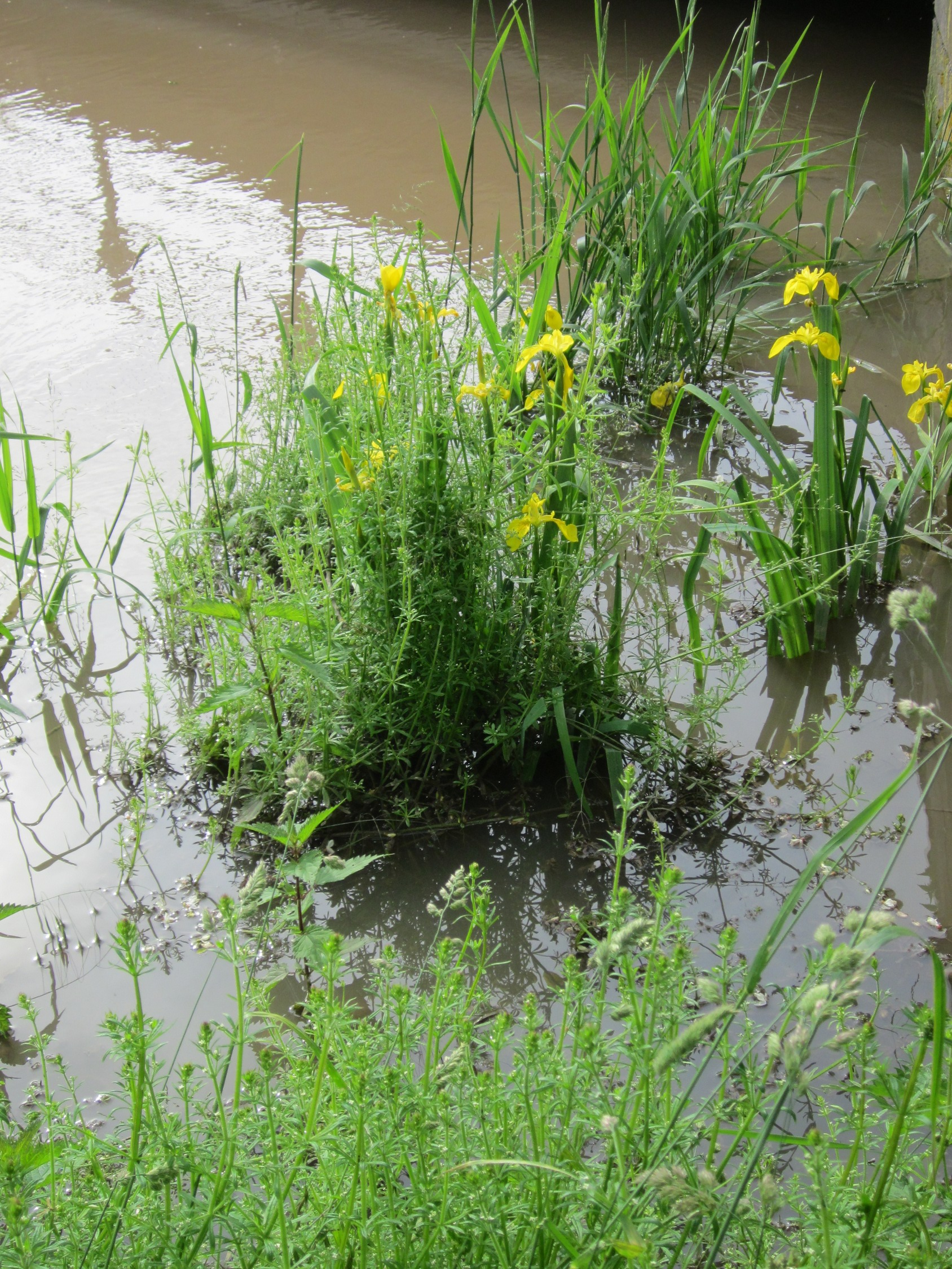
Iris pseudacorus en su hábitat

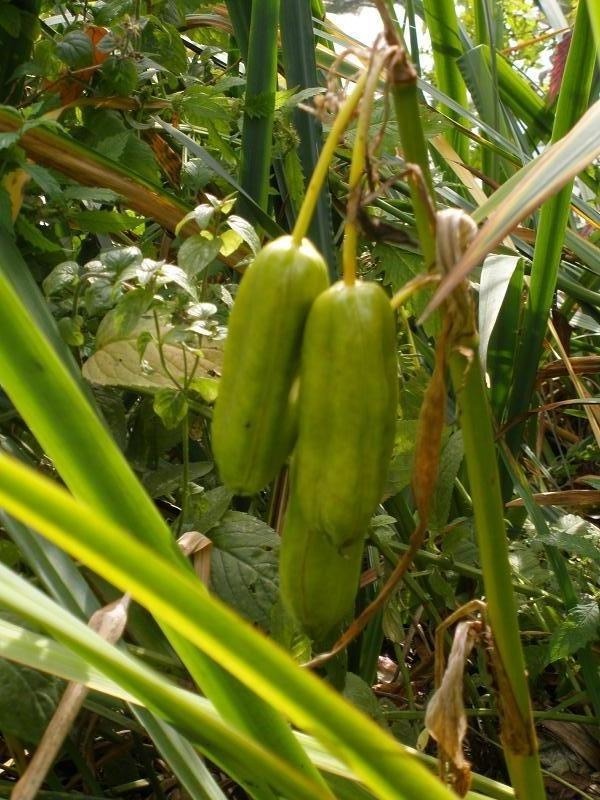
Frutos

Iris pseudacorus, o lirio amarillo, es una especie perenne de la familia Iridaceae.  Es originaria de Eurasia.

## Descripción
Aparece en el margen de cursos de aguas de ciertas profundidades, tiene hojas distintas, las flores aparecen cerca de marzo o junio y pueden ser solitarias o en pares y rodeadas en la base por 1-2 brácteas amplexicaules, las flores alcanzan un diámetro de 8 a 10 cm y frecuentemente tienen manchas naranjas o púrpuras, los tallos pueden medir de 1 a 1,5 m (raramente a 2 m); su hábitat es en pantanos y riberas de toda Europa. Antiguamente tenía usos medicinales y sus hojas y raíces son venenosas para el ganado.

## Hábitat
Crece bien en condiciones muy húmedas, es común encontrarla en pantanos,  donde tolera inmersión, bajo pH, y suelos anóxicos.  La planta prospera rápidamente, por rizoma y por semillas dispersas por el agua.  llena un nicho ecológico similar al de la Typha y a veces crecen juntas.  Aunque es primariamente una acuática, los rizomas sobreviven prolongados períodos secos.  Este Iris es usado en remediación de aguas, porque tiene la habilidad de absorber metales pesados por sus raíces.

## Propiedades
En forma de irrigación se usa contra la leucorrea y en la menstruación dolorosa.
Principios activos: contiene iridina.
Indicaciones: es emético, astringente, rubefaciente, tónico, diurético, laxante, vermífugo. Las semillas estomacal y carminativo.
Se usa la raíz principalmente, también las semillas.
Otros usos: Las semillas se usan como sustituto del café.

## Taxonomía
Iris pseudacorus, fue descrita por Carlos Linneo y publicado en Species Plantarum 1: 38–39. 1753.
Etimología
Iris: nombre genérico llamado así por Iris la diosa griega del arco iris.
pseudacorus: epíteto latino que significa "falso Acorus".
Citología
Número de cromosomas de Iris pseudacorus  (Fam. Iridaceae) y táxones infraespecíficos: 2n=34.
Sinonimia
- Iris palustris Gaterau, Descr. Pl. Montauban: 31 (1789), nom. superfl.
- Xiphion pseudacorus (L.) Schrank, Fl. Monac. 1: t. 99 (1811).
- Limnirion pseudacorus (L.) Opiz, Seznam: 59 (1852).
- Limniris pseudacorus (L.) Fuss, Fl. Transsilv.: 636 (1866).
- Xyridion pseudacorus (L.) Klatt, Bot. Zeitung (Berlín) 30: 500 (1872).
- Iris pallidior Hill, Brit. Herb. 47: 473 (1756).
- Acorus adulterinus Garsault, Fig. Pl. Méd.: t. 1b (1764), opus utique oppr.
- Iris sativa Mill., Gard. Dict. ed. 8: 15 (1768).
- Pseudo-iris palustris Medik., Hist. & Commentat. Acad. Elect. Sci. Theod.-Palat. 6: 417 (1790).
- Iris palustris Moench, Methodus: 528 (1794), nom. illeg.
- Iris paludosa Pers., Syn. Pl. 1: 52 (1805).
- Iris curtopetala F.Delaroche in P.J.Redouté, Liliac. 6: t. 340 (1811).
- Vieusseuxia iridioides F.Delaroche in P.J.Redouté, Liliac. 6: t. 340 (1811), nom. inval.
- Moraea candolleana Spreng., Syst. Veg. 1: 164 (1824).
- Iris acoroides Spach, Hist. Nat. Vég. 13: 44 (1846).
- Iris lutea Lam. in J.C.M.Grenier & D.A.Godron, Fl. France 3: 496 (1856).
- Iris acoriformis Boreau, Fl. Centre France, ed. 3, 2: 635 (1857).
- Iris bastardii Boreau, Fl. Centre France, ed. 3, 2: 635 (1857).
- Xiphion acoroides (Spach) Alef., Bot. Zeitung (Berlín) 21: 297 (1863).
- Xyridion acoroideum (Spach) Klatt, Bot. Zeitung (Berlín) 30: 500 (1872).
- Colchicum falcifolium Stapf, Denkschr. Kaiserl. Akad. Wiss., Wien. Math.-Naturwiss. Kl. 50: 19 (1885).
- Iris flava Tornab., Fl. Sicul.: 212 (1887).[7]

## Nombres comunes

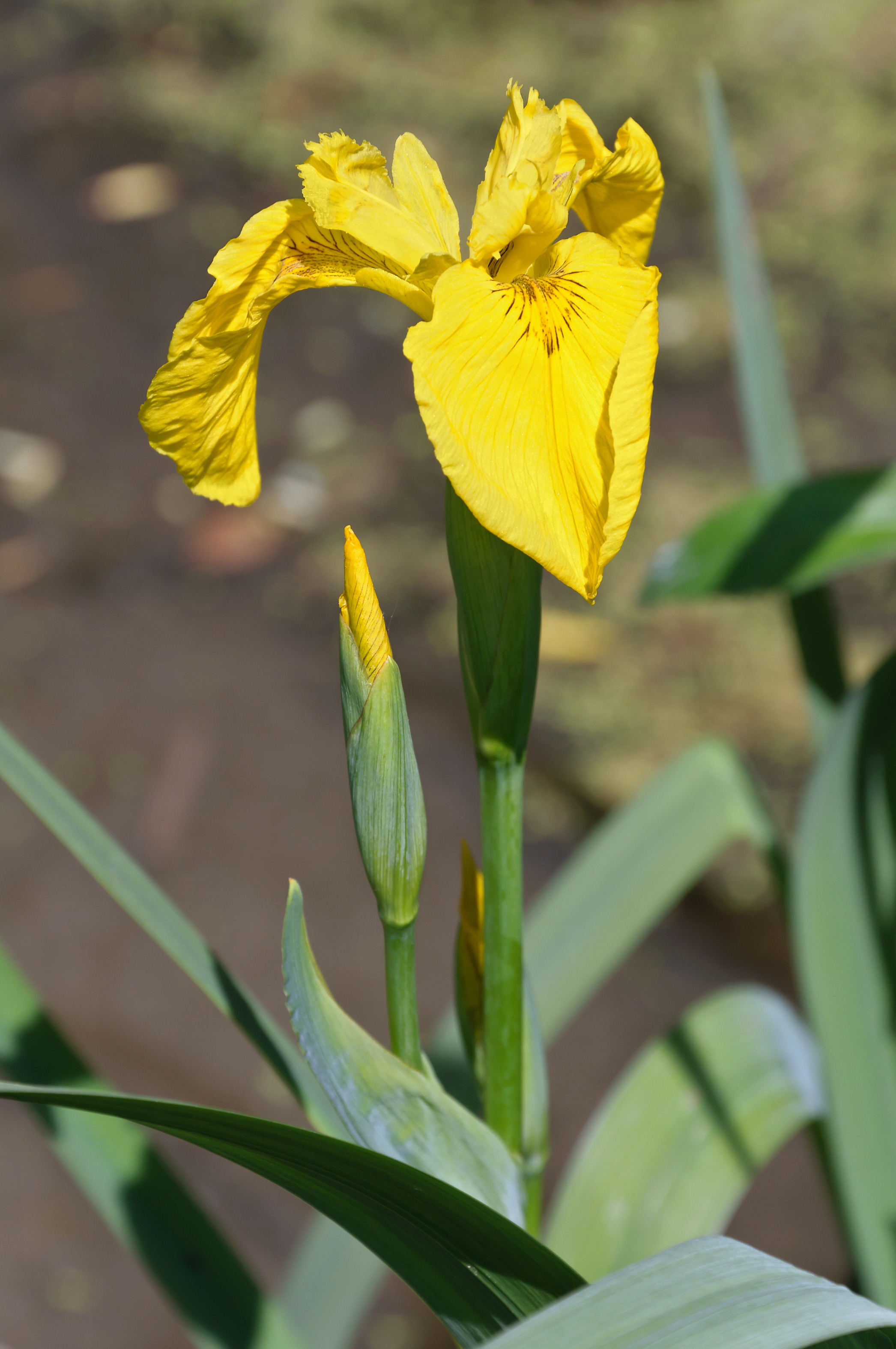
Iris pseudacorus, o lirio salvaje amarillo, entre otros nombres.

- Castellano: acaro bastardo, acoro acuático amarillo, acoro bastardo, ácoro bastardo, acoro falso, acoro palustre, ácoro palustre, alsusena, azucena, azucena amarilla, brimbio, espadaña, espadaña amarilla, espadaña de flor amarilla, espadaña fina, espadañal, falso acoro, falso-acoro, falso ácoro, flor de lis, gladiolo de agua, iris amarillo, jarro de oro, lirio, lirio amarillo, lirio amarillo de agua, lirio amarillo de lagunas, lirio borde, lirio cárdeno, lirio común, lirio de agua, lirio de la marisma, lirio de los pantanos, lirio espadañal, lirio espadañal amarillo, lirio pajizo, lirio salvaje, lirio salvaje amarillo, lirios de campo, lirio silvestre, liris de la espadaña de flor amarilla, pseudoacoro, rabiacán, raíz de lirio amarillo.[6]